# Гуанахуато (град)
Гуанахуато (на испански: Guanajuato) е столицата на централния едноименен щат Гуанахуато в Мексико. Има население от 70 798 жители (2005). Намира се на 370 км северозападно от Мексико Сити на 1996 метра надморска височина. Основан е през 1554 г., а получава статут на град през 1741 г. Включен е в списъка на Световното културно и природно наследство на ЮНЕСКО.

## Известни личности
Родени в Гуанахуато
- Хорхе Негрете (1911 – 1953), актьор и певец
- Диего Ривера (1886 – 1957), художник